# Ochrona przyrody w Czechach
Obszary chronione w Czechach określa Ustawa o ochronie przyrody i krajobrazu (ustawa nr 114/1992). W ustawie używa się terminu zvláště chráněná území (pl. szczególnie chronione obszary). Przez szczególną ochronę obszaru rozumie się bardziej ścisły tryb ochrony dotyczący konkretnego, precyzyjnie wyznaczonego obszaru.

## Kategorie chronionych obszarów
Szczególnie chronione obszary dzielą się na następujące kategorie:
- národní park (NP), dosłowne tłumaczenie: park narodowy, polski odpowiednik to park narodowy
- chráněná krajinná oblast (CHKO), dosłowne tłumaczenie: chroniony obszar krajobrazowy, polski odpowiednik to park krajobrazowy
- národní přírodní rezervace (NPR), dosłowne tłumaczenie: narodowy rezerwat przyrodniczy, polski odpowiednik rezerwat przyrody
- přírodní rezervace (PR), dosłowne tłumaczenie: rezerwat przyrody, polski odpowiednik to użytek ekologiczny
- národní přírodní památka (NPP), dosłowne tłumaczenie: narodowy pomnik przyrody
- přírodní památka (PP), dosłowne tłumaczenie: pomnik przyrody, polski odpowiednik to pomnik przyrody.

Dla CHKO i NP używa się określenia velkoplošný, co oznacza duży obszar, w odróżnieniu od reszty, dla których używa się określenia maloplošný, co oznacza mały obszar.

### Národní park
To kategoria używana na całym świecie, w której są ważne i unikalne obszary z zachowanymi, lub tylko mało zmodyfikowanymi, przyrodniczymi ekosystemami. Tworzone są ustawą.
Na terenie Czech znajdują się 4 parki narodowe:
| Národní park                 | Rok utworzenia | Powierzchnia w ha |
| ---------------------------- | -------------- | ----------------- |
| Krkonošský národní park      | 1963           | 36 300            |
| Národní park Podyjí          | 1991           | 6300              |
| Národní park Šumava          | 1991           | 69 000            |
| Národní park České Švýcarsko | 2000           | 7900              |
| Ogółem                       |                | 119 500           |

### Chráněná krajinná oblast

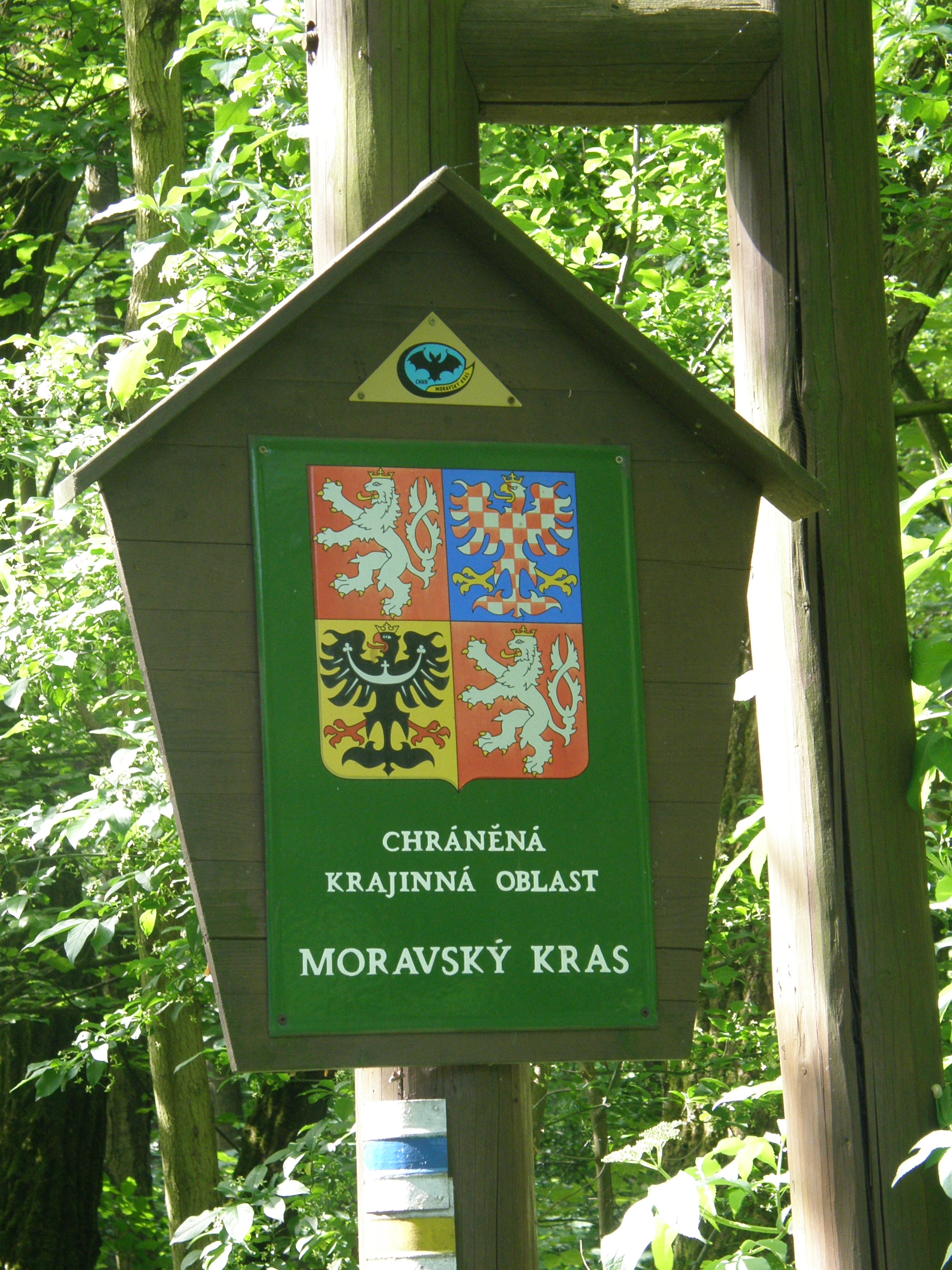
CHKO Moravský kras

To narodowa kategoria przeznaczona do ochrony rozleglejszych obszarów lub całych obszarów geograficznych z harmonijnie tworzonym krajobrazem, charakterystycznym reliefem oraz przewagą naturalnych lub półnaturalnych ekosystemów.
CHKO tworzone są poprzez rozporządzenia rządu. Obecnie w tej kategorii znajduje się 25 obszary.
| Název CHKO               | Data utworzenia      | Powierzchnia (ha) |
| ------------------------ | -------------------- | ----------------- |
| CHKO Beskydy             | 5 marca 1973         | 116 000           |
| CHKO Bílé Karpaty        | 3 listopada 1980     | 71 500            |
| CHKO Blaník              | 29 grudnia 1981      | 4000              |
| CHKO Blanský les         | 8 grudnia 1989       | 21 235            |
| CHKO Broumovsko          | 27 marca 1991        | 41 000            |
| CHKO České středohoří    | 19 marca 1976        | 107 000           |
| CHKO Český kras          | 12 kwietnia 1972     | 13 200            |
| CHKO Český les           | 1 sierpnia 2005      | 47 000            |
| CHKO Český ráj           | 1 marca 1955         | 18 152            |
| CHKO Jeseníky            | 19 czerwca 1969      | 74 000            |
| CHKO Jizerské hory       | 8 grudnia 1967       | 35 000            |
| CHKO Kokořínsko          | 19 marca 1976        | 27 000            |
| CHKO Křivoklátsko        | 24 listopada 1978    | 63 000            |
| CHKO Labské pískovce     | 27 czerwca 1972      | 24 500            |
| CHKO Litovelské Pomoraví | 29 października 1990 | 9600              |
| CHKO Lužické hory        | 19 marca 1976        | 35 000            |
| CHKO Moravský kras       | 4 lipca 1956         | 9200              |
| CHKO Orlické hory        | 28 grudnia 1969      | 20 000            |
| CHKO Pálava              | 19 marca 1976        | 7000              |
| CHKO Poodří              | 27 marca 1991        | 8150              |
| CHKO Slavkovský les      | 3 maja 1974          | 64 000            |
| CHKO Šumava              | 27 grudnia 1963      | 94 480            |
| CHKO Třeboňsko           | 15 listopada 1979    | 70 000            |
| CHKO Žďárské vrchy       | 25 maja 1970         | 71 500            |
| CHKO Železné hory        | 27 marca 1991        | 38 000            |

### Národní přírodní rezervace
Chroni unikalne ekosystemy lub ich zespoły związane z naturalnym reliefem i typową budową geologiczną, w międzynarodowej lub narodowej skali odosobniony dzięki swojej strukturze i obecności znaczących zjawisk przyrodniczych.
Eksploatacja gospodarcza jest wykluczona z wyjątkiem działań, które utrzymują lub wspierają stabilność poszczególnych ekosystemów. Wykluczone jest również wydobywanie wszelkich surowców, jakakolwiek budowa, hodowla zwierząt, organizacja masowych imprez sportowych lub towarzyskich i wszystkie inne aktywności, które w konsekwencji zmieniają elementy przyrody – pokrywę wegetacyjną, faunę, reżim wodny, glebę lub chemizm. 
NPR jest tworzony obwieszczeniem Ministerstwa Środowiska. Obecnie istnieje 110 obszarów, najbardziej cenne są np. jeziora Černé i Čertovo na Śumavie, Boubínský prales, Praděd.

### Národní přírodní památka
To z reguły obszar o mniejszej powierzchni z celem zachowania pewnych specyficznych obiektów przyrody o wysokiej (narodowej a nawet ponadnarodowej) wartości. 
NPP tworzy czeskie Ministerstwo Środowiska poprzez obwieszczenie. Ochrona polega na zakazie takich działań, które mogłyby dany obiekt uszkodzić lub zniszczyć. 
Jako NPP ogłoszone są w sumie 102 obszary, np. Kozákov, Zlatý kůň czy Babiččino údolí.

### Přírodní rezervace
Przeznaczony jest do ochrony ekosystemów znaczących dla określonego regionu lub obszaru geograficznego. Podstawowe warunki ochrony są takie same jak w przypadku NPR. Přírodní rezervace tworzy się poprzez rozporządzenia urzędu kraju (krajský úřad). Takich rezerwatów jest obecnie 750.

### Přírodní památka
PP są analogiczne do NPP, tylko o znaczeniu regionalnym. Podobnie jak w przypadku PR są tworzone przez urząd kraju (krajský úřad). W kategorii tej znajduje się obecnie 1180 obszarów i obiektów.